# Радослав Парушев
Радослав Парушев e български писател и публицист.

## Биография
Роден е на 29 януари 1975 г. в София, израсъл е в кв. Мусагеница, където учи в местно училище. Парушев завършва юридическия факултет на Софийския университет „Св. Климент Охридски“ през 2000 г. От 2002 г. е член на Софийска адвокатска колегия и от тогава работи като адвокат в областта на интелектуалната собственост и на правната уредба на телекомуникациите и новите технологии. Работи първо за правно-информационна система „Апис“, после за софийската кантора „Пенев & партнърс“ (преди „Сеплекс). През 2008 основава своя кантора под фирмата „Овчаров & Парушев“. Участвал е като консултант към Съвета по авторско право, консултативен орган към Министерство на културата, без да бъде член на съвета.
Заедно с Тома Марков, Стефан Иванов и Момчил Николов Парушев е член на неформалния литературен клуб „бързалитература“ още от основаването му през 2004 г. Заедно с „бързалитература“ Парушев участва в няколко литературни турнета, включващи редица публични четения и литературни пърформанси в Пловдив, Пазарджик, Благоевград, Русе, Созопол (в рамките на фестивала на изкуствата Аполония 2005) както и в десетки публични четения в родната му София.
От 2008 г. Парушев води обществена кампания по повод т. нар. „репро права“ – първоначално като представител на Асоциация „Българска книга“, впоследствие като председател на Асоциацията на писателите в България. Репро правата са компенсационни възнаграждения за авторите на литературни и драматургични творби, които не са събирани от Министерство на културата през последните 15 години.
През 2010 г. на учредителното събрание на Асоциацията на писателите в България Парушев е избран за първи Председател на Управителния съвет на организацията. Самата асоциация е замислена като противовес и алтернатива на Съюза на българските писатели и цели да гарантира интересите на съвременните млади български автори. В асоциацията могат да членуват единствено български автори, издали поне една книга в България след 2000 година и които не са сътрудничели на структурите на Държавна сигурност. В асоциацията членуват автори като Алек Попов, Калин Терзийски, Ваня Щерева, Ясен Атанасов и др.
Парушев е близък съратник с известния български съвременен артист и авангардист Иван Мудов, който често присъства в творбите на Парушев. Самият писател участва в някои от акциите на Иван Мудов, и по-конкретно в три от тях: прием по повод откриването на музей на съвременното изкуство в сградата на бившата гара „Подуене“ в София'; проекта Фрагменти; опит за учредяване на Музей за съвременно изкуство (МУСИЗ) по Закона за паметниците на културата и музеите и др.

## Творчество

### Проза
По думи на самия Парушев, изграждайки се като прозаик, е претърпял сериозни влияния от прозата на Г.Г.Маркес, Х.Л.Борхес, Хулио Кортасар, А. П. Чехов и Умберто Еко. Въпреки това, като свой безспорен фаворит сред всички световни писатели посочва Ф.М.Достоевски. Неведнъж е заявявал пристрастия към българските писатели Милен Русков и Алек Попов.
Става популярен сред интересуващите се от модерна българска проза след 2001 г., когато специализираното издание на в-к „Капитал“ „Капитал Лайт“ (тогава все още „Капител“) започва да публикува негови творби, като оттогава са поместени над 15 негови къси разказа.
През декември 2004 издателство „Жанет 45“ от Пловдив издава първата книга на Парушев – сборникът с разкази „Никоганебъдинещастен“. Сборникът е приет радушно от критиката, като Йордан Ефтимов го определя за „...(н)ай-добрият автор на разкази, появил се през последните години“. През май 2005 г. същото издателство издава романа му „Преследване“. И двете книги са издадени като част от поредицата „Бърза литература“ на издателството.
Следващите пет книги са издадени от издателство Сиела (София) и вече не носят марката „бързалитература“. Малко преди излизането на романа „Project Dostoevski“, в началото на 2009 г. Парушев преустановява всякакви публикации на къси разкази в периодични издания.
По повод публикуването на сборника с разкази „Само за напушени“, Парушев прекратява отношенията си със своя дългогодишен издател Сиела. Повод за това става избраното от автора заглавие на книгата, което не се приема от издателството. В крайна сметка, писателят издава сам сборника и дори постига увеличение на продажбите. Книгата среща положителнен отзвук сред критици като Александър Кьосев и Милена Николчина.

### Публицистика
Парушев има множество кратки публицистични текстове в „Литературен вестник“, вестник „Сега“, списанията „Егоист“, „Едно“, „Плейбой“, „Интро“, „Една седмица в София“, „Хъслър“, „Списанието на М-тел“, „Мъжът“. Неговият текст „Тоя от Продижди" е влючен в сборника с разкази „Първите 20: Подбрани разкази от първите 20 години на XXI век" (2020) съставен от Александър Шпатов и издаден от Сиела.

### Поезия
Поетическите опити на Радослав Парушев се изчерпват с два поетически къса, публикувани в сборника „Антология на живите“. Единственото представяне на живо на негова поезия е през 2010 г. на фестивала София: Поетики – на едно от тези стихотворения.

## Отличия
- През 2001 г. печели конкурса за разказ „Бъди писател“ на списание „Егоист“ измежду 600 участника.
- През 2003 г. печели националния конкурс за къс разказ „Рашко Сугарев“.
- През есента на 2003 г. след проведен конкурс спечелва участие в съвместния българо-британски литературен фестивал, провеждан от Британския съвет в София, но след като се запознава отблизо с „демагогията и с ретроградните подходи“ (определението е на Парушев) на организаторите.
- Номиниран за наградата „Хеликон“ за съвременна българска художествена проза за сборника с разкази „Никоганебъдинещастен“ (2005)[22], за романа „Project Dostoevski“ (2009)[23], сборника с разкази „Животът не е за всеки“ (2011)[24] и сборника с разкази „Смъртта не е за всеки“ (2012)[25].

### Книги
- „Некоганебъдинещастен“, Пловдив: изд. „Жанет 45“, 2004, 110 с. (ISBN 954-491-203-7)
- „Преследване“, Пловдив: изд. „Жанет 45“, 2005, 134 с. (ISBN 978-954-491-396-0)
- „Project GigaMono“, София: изд. Сиела, 2007, 152 с. (ISBN 978-954-28-0019-4)
- „Project Dostoevski“, София: изд. Сиела, 2009, 256 с. (ISBN 978-954-28-0493-2)
- „Животът не е за всеки“, София: изд. Сиела, 2011, 160 с. (ISBN 978-954-28-0869-5)
- „Смъртта не е за всеки“, София: изд. Сиела, 2012, 154 с. (ISBN 978-954-28-1090-2)
- „Отвътре“, София: изд. Сиела, 2014, 200 с. (ISBN 978-954-28-1487-0)
- „Само за напушени“, София: изд. Гигамоно, 2017, 136 с. (ISBN 978-619-90765-0-7)[20]
- „Изнасилени от чудеса (Неоторизираната биография на „Ийгълс ъф Дет Метъл“)“, София: изд. Колибри, 2019, 240 с. (ISBN 978-619-02-0537-1)[26]

### Участие в сборници
- „Антология на живите“, съст. Мартин Карбовски, София: изд. Далет, 2008. (ISBN 978-954-92244-1-2)
- „Любовни упражнения“, съст. Ваня Щерева, София: изд. Мавзолея, 2011. (ISBN 978-954-92452-4-0)
- „Разкази LIGHT“, съст. Богдан Русев, София: изд. Сиела, 2011. (ISBN 978-954-28-0901-2)
- „Първите 20: Подбрани разкази от първите 20 години на XXI век" , съст. Александър Шпатов, София: изд. Сила. (ISBN 978-954-28-3365-9)